# Alex Shnaider
Alex Shnaider (Russisch: Алекса́ндр Евсе́евич "А́лекс" Шнайдер, Alexandr "Aleks" Jevsejeevitsj Shnaider; Hebreeuws: אלכסנדר (אלכס) שניידר) (Tsjernivtsi, 3 augustus 1968 ) is een Canadees-Joodse zakenman en miljonair. Hij is geboren in Oekraïne. Shnaider is de medeoprichter van de investeringsmaatschappij Midland Group.

## Formule 1
Shnaider kocht medio 2006 het Jordan formule 1-team van Eddie Jordan voor 60 miljoen US$ en noemde het het Midland F1 Racing-team.
Shnaider was eerst van plan een nieuw team op te bouwen, maar hij kocht het Jordan-team om zich ervan te verzekeren dat zijn team deel kon nemen aan de Formule 1 zonder dat hij de gebruikelijke overeenkomst en daarbij de kosten moest betalen. Direct na de aanschaf gingen geruchten de ronde dat Shnaider ongelukkig was met het team. In het seizoen 2005 werd er weinig aan wagen-ontwikkeling gedaan en in het seizoen 2006 mislukte een samenwerking met Dallara. Ook een plan om een Midland Formule 3-team om jonge Russische coureurs op te leiden te beginnen faalde.
Op 9 september 2006 werd bekendgemaakt dat het team was verkocht aan Spyker. Spyker betaalde 106,6 miljoen US$ voor het team.